# Kwalifikacja pełna
Kwalifikacja pełna (ang. full qualification) – jeden z dwóch typów kwalifikacji zarejestrowanej, nadawany wyłącznie w ramach systemów oświaty i szkolnictwa wyższego po osiągnięciu efektów uczenia się odpowiadających wymaganiom dla kwalifikacji nadawanych po określonych etapach kształcenia w ramach edukacji formalnej. Kwalifikacje pełne można zdobyć także w trybie eksternistycznym.
W systemach oświaty i szkolnictwa wyższego możliwe jest również nadawanie kwalifikacji cząstkowych, potwierdzających znacznie mniejsze jednostki efektów uczenia się (np. świadectwo potwierdzające kwalifikację w zawodzie czy kwalifikacje uzyskiwane w ramach studiów podyplomowych).
W zintegrowanym systemie kwalifikacji kwalifikacjami pełnymi są:
- świadectwo ukończenia szkoły podstawowej,
- świadectwo ukończenia gimnazjum,
- dyplom potwierdzający kwalifikacje zawodowe,
- świadectwo dojrzałości (matura),
- dyplom potwierdzający uzyskanie tytułu zawodowego licencjata (licencjat),
- dyplom potwierdzający uzyskanie tytułu zawodowego inżyniera (inżynier),
- dyplom potwierdzający uzyskanie tytułu równorzędnego tytułowi licencjata bądź inżyniera (np. inżynier pożarnictwa, licencjat położnictwa),
- dyplom potwierdzający uzyskanie tytułu zawodowego magistra (magister),
- dyplom potwierdzający uzyskanie tytułu zawodowego magistra inżyniera (magister inżynier),
- dyplom potwierdzający uzyskanie tytułu zawodowego równorzędnego tytułowi magistra lub magistra inżyniera (np. tytuł lekarza),
- dyplomy potwierdzające uzyskanie stopnia naukowego doktora w określonej dziedzinie.